# Leóntiosz Tráttu
Leóntiosz Tráttu (görögül: Λεόντιος Τράττου; 1973. február 11. –) ciprusi nemzetközi labdarúgó-játékvezető.

## Pályafutása

### Nemzeti kupamérkőzések
Vezetett kupadöntők száma: 1.

#### Ciprusi kupa
| Időpont         | Helyszín             | Mérkőzés típusa | Mérkőzés | Eredmény | Nézők száma |
| --------------- | -------------------- | --------------- | -------- | -------- | ----------- |
| 2009. május 16. | GSP Stadion, Nicosia | döntő           | APÓP–AÉL | 2 – 0    | 14 434      |

#### Nemzetközi játékvezetés
A Ciprusi labdarúgó-szövetség Játékvezető Bizottsága (JB) terjesztette fel nemzetközi játékvezetőnek, a Nemzetközi Labdarúgó-szövetség (FIFA) 2006-tól tartotta nyilván bírói keretében. Több nemzetek közötti válogatott és klubmérkőzést vezetett. FIFA JB besorolás szerint első kategóriás bíró. 2012-től UEFA-bajnokok ligája bíró. A ciprusi nemzetközi játékvezetők rangsorában, a világbajnokság-Európa-bajnokság sorrendjében a 3. helyet foglalja el 6 találkozó szolgálatával. Válogatott mérkőzéseinek száma: 15 (2014)

#### Világbajnokság
A világbajnoki döntőhöz vezető úton Dél-Afrikába a XIX., a 2010-es labdarúgó-világbajnokságra és Brazíliába a XX., a 2014-es labdarúgó-világbajnokságra a FIFA JB bíróként alkalmazta.

##### 2010-es labdarúgó-világbajnokság

###### Selejtező mérkőzés
| Időpont          | Helyszín                          | Mérkőzés típusa           | Mérkőzés             | Eredmény | Nézők száma |
| ---------------- | --------------------------------- | ------------------------- | -------------------- | -------- | ----------- |
| 2009. április 1. | Comunal Stadion, Andorra la Vella | előselejtező (6. csoport) | Andorra–Horvátország | 0 – 2    | 1100        |

##### 2014-es labdarúgó-világbajnokság

###### Selejtező mérkőzés
| Időpont           | Helyszín                         | Mérkőzés típusa           | Mérkőzés         | Eredmény | Nézők száma |
| ----------------- | -------------------------------- | ------------------------- | ---------------- | -------- | ----------- |
| 2012. október 12. | Josy Barthel Stadion, Luxembourg | előselejtező (F. csoport) | Luxemburg–Izrael | 0 – 6    | 2631        |

#### Európa-bajnokság
Az európai labdarúgó torna döntőjéhez vezető úton Ausztriába és Svájcba a XIII., a 2008-as labdarúgó-Európa-bajnokságra és Ukrajnába és Lengyelországba a XIV., a 2012-es labdarúgó-Európa-bajnokságra az UEFA JB játékvezetőként foglalkoztatta.

##### 2008-as labdarúgó-Európa-bajnokság

###### Selejtező mérkőzés
| Időpont              | Helyszín                 | Mérkőzés típusa           | Mérkőzés             | Eredmény | Nézők száma |
| -------------------- | ------------------------ | ------------------------- | -------------------- | -------- | ----------- |
| 2007. szeptember 12. | Gradski Stadion, Szkopje | előselejtező (E. csoport) | Macedónia–Észtország | 1 – 1    | 5000        |

##### 2012-es labdarúgó-Európa-bajnokság

###### Selejtező mérkőzés
| Időpont             | Helyszín                         | Mérkőzés típusa           | Mérkőzés          | Eredmény | Nézők száma |
| ------------------- | -------------------------------- | ------------------------- | ----------------- | -------- | ----------- |
| 2010. szeptember 7. | Városi Stadion, Dublin           | előselejtező (B. csoport) | Írország–Andorra  | 3 – 1    | 40 283      |
| 2011. szeptember 2. | Mikheil Meskhi Stadion, Tbiliszi | előselejtező (F. csoport) | Grúzia–Lettország | 0 – 1    | 15 422      |

#### Nemzetközi kupamérkőzések

##### Európa-liga
| Időpont            | Helyszín                           | Mérkőzés típusa         | Mérkőzés                       | Eredmény |
| ------------------ | ---------------------------------- | ----------------------- | ------------------------------ | -------- |
| 201. augusztus 19. | Oláh Gábor utcai stadion, Debrecen | rájátszás (2. mérkőzés) | Debreceni VSC–PFK Litex Lovecs | 2 – 0    |

## Magyar vonatkozás
| Időpont          | Helyszín                           | Mérkőzés típusa     | Mérkőzés                | Eredmény | Nézők száma |
| ---------------- | ---------------------------------- | ------------------- | ----------------------- | -------- | ----------- |
| 2008. február 6. | Tsirion Athletic Stadion, Limassol | válogatott mérkőzés | Magyarország –Szlovákia | 1 – 1    | 100         |